# Tramway de Kolomna
Le tramway de Kolomna est le réseau de tramways de la ville de Kolomna, centre administratif du raïon Kolomenski, en Russie. Le réseau comporte dix lignes pour environ 40 kilomètres de voies. Sa construction a débuté en 1940, mais a été interrompue entre 1941 et 1946 en raison de la Seconde Guerre mondiale. La première ligne du réseau a été officiellement mise en service le 5 novembre 1948.